# Токсикодендрон укореняющийся
Токсикоде́ндрон укореня́ющийся (лат. Toxicodéndron rádicans) — листопадная лиана; вид рода Токсикодендрон (Toxicodendron) семейства Анакардиевые (Anacardiaceae). Известен также как ядовитый плющ.

## Синонимы
- Philostemon radicans (L.) Raf.
- Rhus radicans L. — Сумах укореняющийся
- Rhus toxicodendron var. radicans (L.) Torr.

## Ботаническое описание

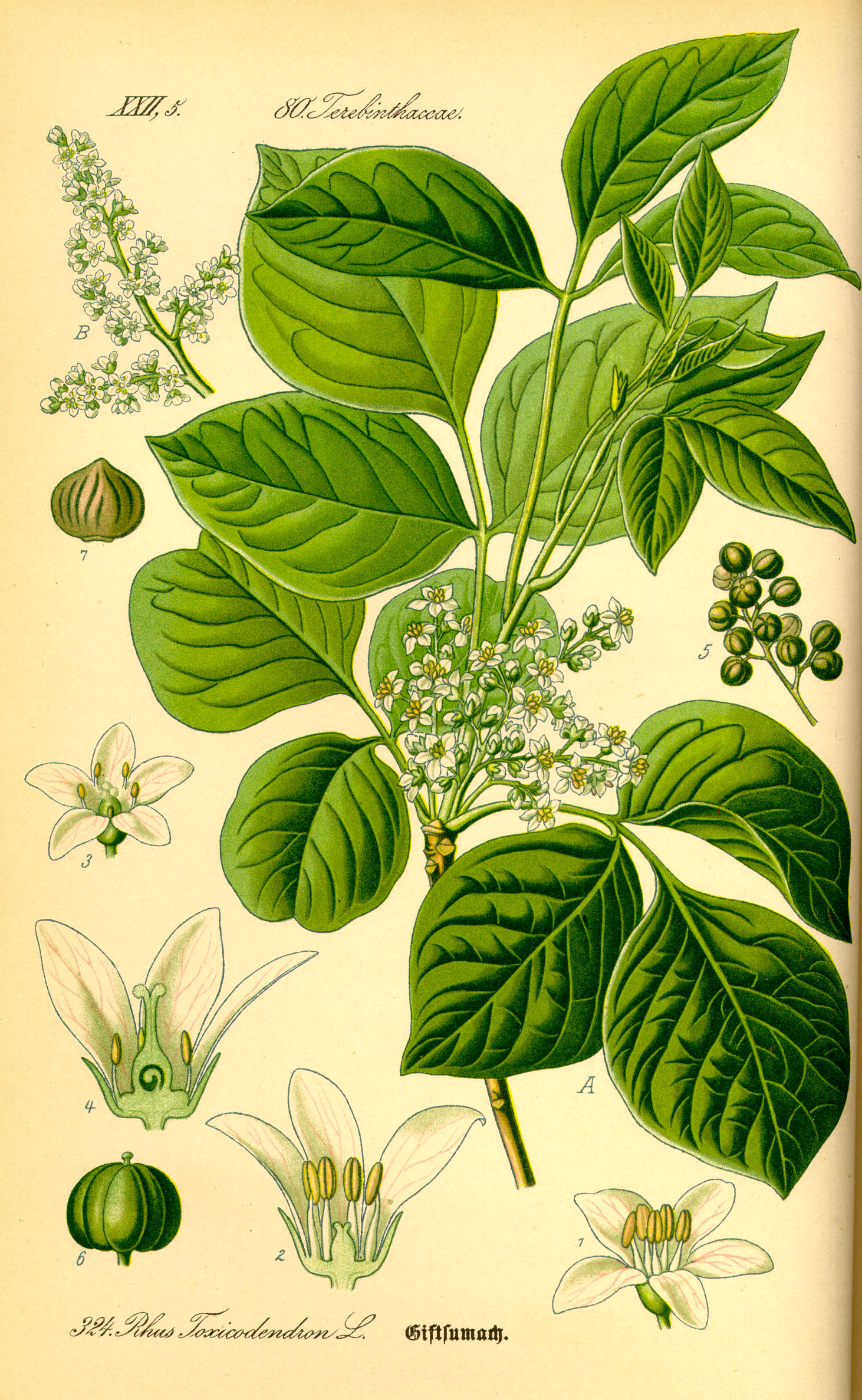

Токсикодендрон укореняющийся — лиана, высоко взбирающаяся по опорам с помощью воздушных корней или стелющаяся по земле. Молодые побеги слабо опушены или голые.

### Листья
Листья тройчатосложные, листочки яйцевидные или ромбические, до 12 см длиной, на верхушке приострённые. С обеих сторон светло-зелёные, сверху блестящие, снизу по жилкам слегка опушённые, цельнокрайные, крупнозубчатые или лопастные, на черешочках 1—3 см длиной. Общий черешок листа 5—10 см длиной. Осенью листья становятся карминовыми и оранжевыми.

### Цветки
Цветёт в июне — июле. Цветёт и плодоносит со второго года.
Соцветия — пазушные метёлки 3—6 см длиной. Цветки зеленовато-белые.

### Плоды
Плодоносит в октябре, плоды сохраняются до весны.
Плоды — костянки, 5-6 мм в диаметре, сплюснуто-шаровидные, шиповато-волосистые, буро-зелёные, односемянные. Семена с неглубокими продольными бороздками.

## Распространение и экология
Произрастает на сухих почвах.
Общее распространение: Северная Америка от Новой Шотландии до Флориды и на запад до Миннесоты и Арканзаса.

## Хозяйственное значение и применение
Декоративное, ядовитое. Поверхность содержит вещество, способное проникать через кожу и вызывать сильную кожную аллергическую реакцию.